# Malaconothrus hauseri
Malaconothrus hauseri är en kvalsterart som beskrevs av Sandór Mahunka 1983. Malaconothrus hauseri ingår i släktet Malaconothrus och familjen Malaconothridae. Inga underarter finns listade i Catalogue of Life.